# Бакинская фондовая биржа
Бакинская фондовая биржа (азерб. Bakı Fond Birjası — BFB, англ. Baku Stock Exchange — BSE) — главная фондовая биржа Азербайджана. Расположена в Баку. Миссией биржи является формирование и развитие торговой системы, обеспечивающей организацию торговли ценными бумагами и  эффективное исполнение заключенных сделок.

## История
История рынка капитала Азербайджана охватывает более века и включает важные этапы развития и модернизации.  
В конце XX века началось формирование в Азербайджане целостного рынка ценных бумаг. Деятельность на рынке капитала началась в 1886 году с основания Бакинской биржи. В 1909 году состоялся выпуск облигаций для Шоларского водопровода, а в 1913 году — первая эмиссия акций. В 1930 году работа биржи была прекращена.
Современный этап начался с основания Бакинской фондовой биржи (БФБ) в 1997 году. Торги официально стартовали 1 сентября 2000 года и впоследствии расширились за счет торговли корпоративными облигациями, акциями и нотами Центрального банка в 2004 году. 
Биржа является закрытым акционерным обществом. Насчитывает 20 акционеров — юридических лиц.   
Первые торги ценными бумагами на бирже состоялись 1 сентября 2000 года. Состоялся аукцион по размещению государственных облигаций краткого срока (ГКО — государственные краткосрочные облигации). 
В 2001 году были внедрены операции РЕПО. 
В 2002 году был введён проект оказания технической помощи БФБ, который финансировался Международной Финансовой корпорацией. В этом же году была достигнута прибыльность Бакинской фондовой биржи в размере около 250 млн. манат. 
26 января 2004 года началась торговля корпоративными займами. 15 апреля 2004 года началась торговля акциями. 
14 сентября 2004 года началась торговля нотами Центрального банка Азербайджана. 
24 мая 2006 года на бирже начались операции РЕПО между банками. 
16 июня 2009 года началась торговля ипотечными займами. 
В 2013 году на бирже был создан институт маркетмейкера. В 2014 году началась торговля производными финансовыми инструментами и операции РЕПО с корпоративными ценными бумагами. 
В 2016 году началось размещение займов ГНКАР. Запущена торговая система CETA. 
6 сентября 2019 года биржа стала членом Международной ассоциации бирж. 
1 августа 2019 года первый иностранный эмитент разместил займ в манатах на бирже. 
В 2020 году биржа стала аффилированным членом Всемирной федерации бирж. Стала членом Постоянной инициативы фондовых бирж ООН.
2 декабря 2022 года внедрена электронная эмиссия ценных бумаг.
2023 год: Достижение значительных налоговых льгот по доходам от торговли ценными бумагами на бирже
В 2024 году БФБ представила новый фирменный стиль, символизирующий её современный подход и неизменную приверженность инновациям. Этот год также ознаменовался двумя историческими событиями: проведением первого IPO в истории Азербайджана и запуском удалённой торговли акциями на вторичном рынке/

## Структура

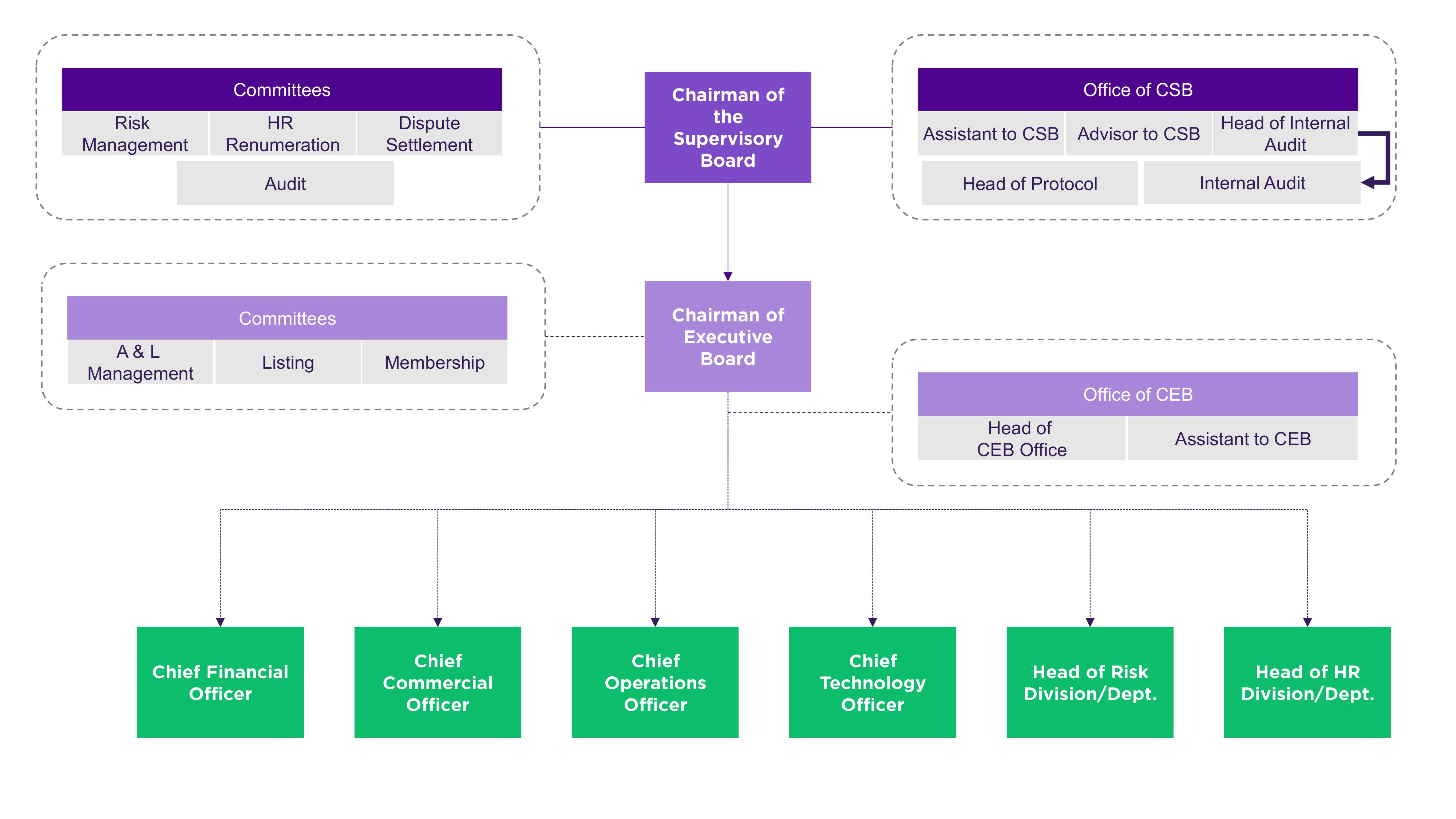
Структура БФБ

Высшим органом управления Биржи является Общее собрание акционеров. Обязанностями Общего собрания акционеров являются установление рабочей стратегии, избрание управленческого состава и Наблюдательного совета, принятие других решений относительно деятельности биржи. Обязанностью Наблюдательного Совета является реализация контроля за деятельностью правления. Текущий председателем правления БФБ является Руслан Халилов.  Предсеталем наблюдательного совета является Фарид Ахундов

## Деятельность

### 2021
На ноябрь 2021 года первичный рынок корпоративных ценных бумаг достиг 1 млрд. манат. В 2021 году общий объём торгов на бирже достиг 15,3 млрд манат. Капитализация биржи составила 4,3 млрд манат. Состоялось размещение корпоративных ценных бумаг (за исключением ипотечных займов) на сумму 376 млн манат. Осуществлено 33 размещения ценных бумаг.
Объём операций РЕПО составил 7,2 млрд манат.

### 2022
В 2022 году на бирже было осуществлено 45 размещений корпоративных ценных бумаг (за исключением ипотечных займов).

### 2024
За январь - октябрь 2024 года общий объём операций по ценным бумагам на бирже составил 50 млрд 333 млн 701 376 манат. Рыночная капитализация акций на конец октября составила 6 млрд 078 млн 841 199,14 манат.

## Сотрудничество
Бакинская Фондовая Биржа имеет двусторонние связи с фондовыми биржами Лондона, Варшавы, Москвы и другими биржами. Бакинская фондовая биржа тесно сотрудничает с Международной финансовой корпорацией, совместно с которой провела конференцию, посвященную рынку корпоративных ценных бумаг.
В январе 2018 года глава Бакинской фондовой Биржи и директор Белорусской валютно-фондовой биржи подписали меморандум о сотрудничестве на фондовом рынке. Сотрудничество включает обмен опыта в листинговой сфере, поддержку для выхода на рынок капитала.